# 尼德爾斯

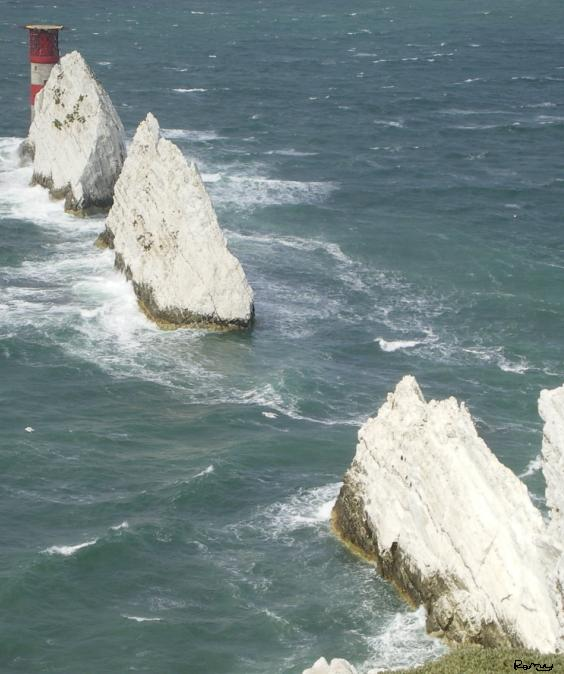
自尼德爾斯砲台望尼德爾斯，可看見尼德爾斯燈塔

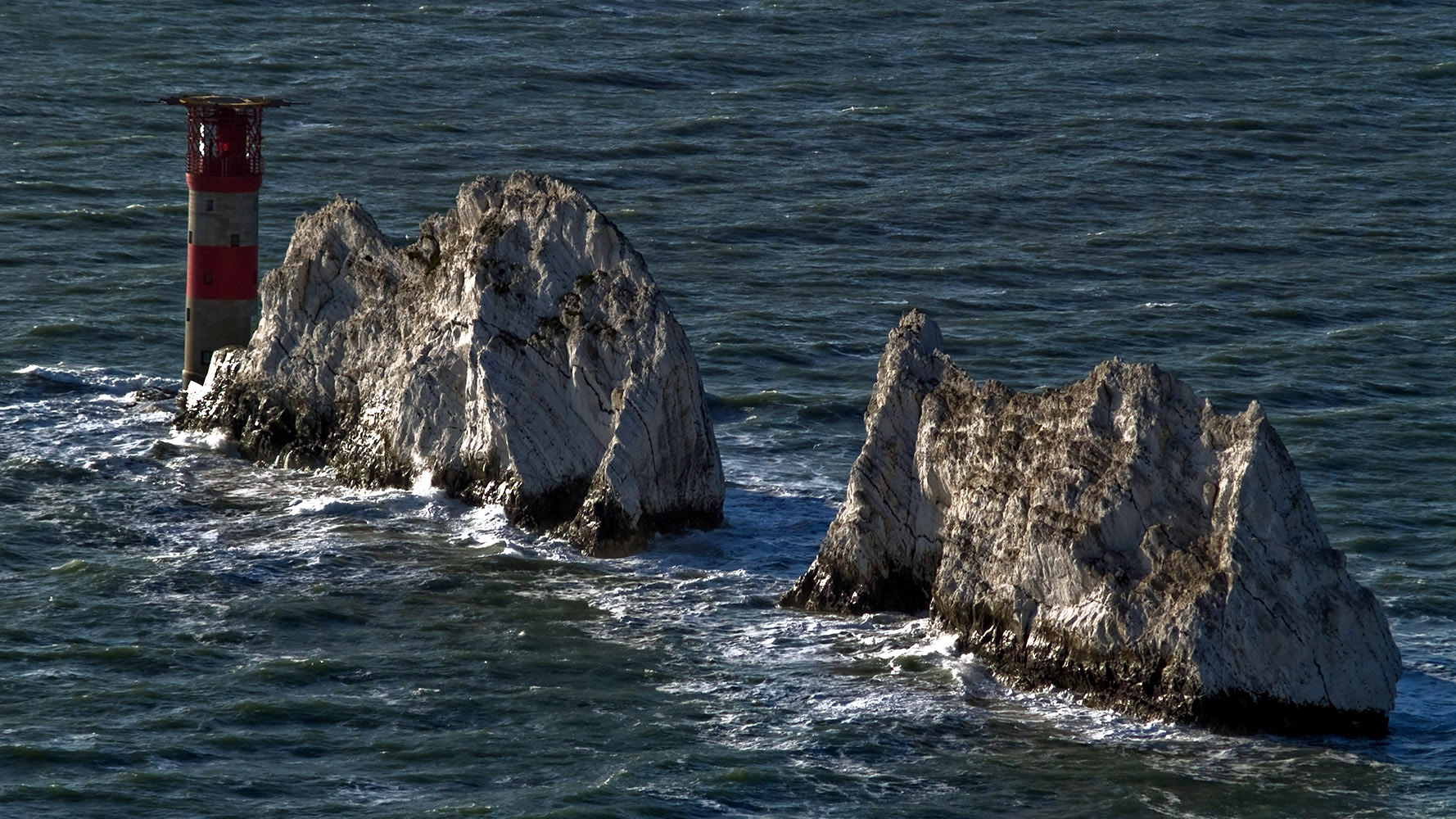
尼德爾斯近景

尼德爾斯（英語：The Needles，意為「針」） 是英國英吉利海峽懷特島最西端以西約30米處的三個白堊岩海蝕柱的統稱，靠近阿勒姆灣，是懷特島最西端民政教區托特蘭的一部分。其最西端的尼德爾斯燈塔修建於1859年，在1994年實現自動化。尼德爾斯海域和其海床是尼德爾斯海洋保護區的一部分，而尼德爾斯本身及附近海岸是希登沃倫和威斯特海登具特殊科學價值地點的一部分。
「尼德爾斯」這一名字取自於曾存在過的第四個針狀海蝕柱，有「羅德的妻子」之稱，但在1764年的一場風暴中坍塌。剩餘的海蝕柱雖然都非針狀，但維持舊稱。BBC Two在2005年播出的節目七大自然奇蹟將其列入南英格蘭的自然奇蹟之一。

## 觀光
尼德爾斯位於阿勒姆灣西南，是一個著名的旅遊景點。乘坐從阿勒姆灣出發的遊船可近距離觀賞到尼德爾斯景色。尼德爾斯本身和燈塔已成為懷特島的標誌，經常被遊客拍照，島上出售的眾多紀念品亦有尼德爾斯圖案。國家海岸線觀察機構亦在尼德爾斯設有分支機構。尼德爾斯附近還設有一個小型遊樂園。

## 軍事用途

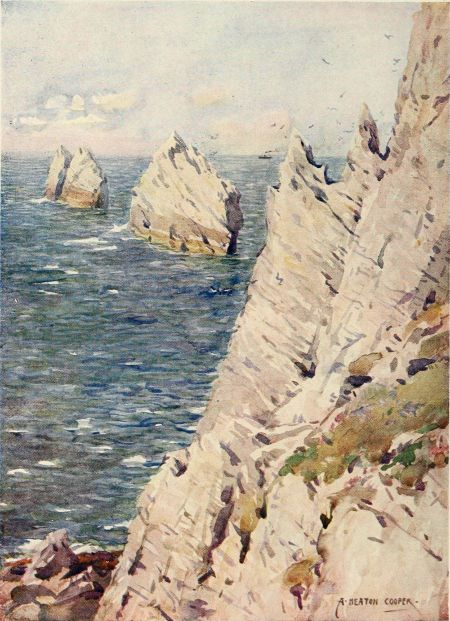
G. E. Mitton描繪尼德爾斯的畫作

尼德爾斯附近的海登火箭測試場曾是英國洲際彈道飛彈項目的測試場，曾在1956年至1971年測試黑騎士運載火箭和黑箭運載火箭。在1960年代初期的活動高峰期，曾有240人在這裡工作。火箭本身建在附近的东考斯。這些火箭後來被用來發射Prospero X-3衛星。現在試驗場場址由英國國民信託所有，對公眾開放。混凝土裝置仍有保留，但較不耐久的建築物已被拆除。
1982年，威爾斯親王查爾斯參觀了經過修復的舊尼德爾斯砲台。地下的火箭測試場的第一階段修復工程中2004年完成，現在對公眾開放。

### 交通
遊客可通過汽車、徒步、單車、巴士到達尼德爾斯砲台。在春季和夏季，Southern Vectis公司會開設一條名為「The Needles Breezer」的敞篷觀光巴士路線。

## 地質

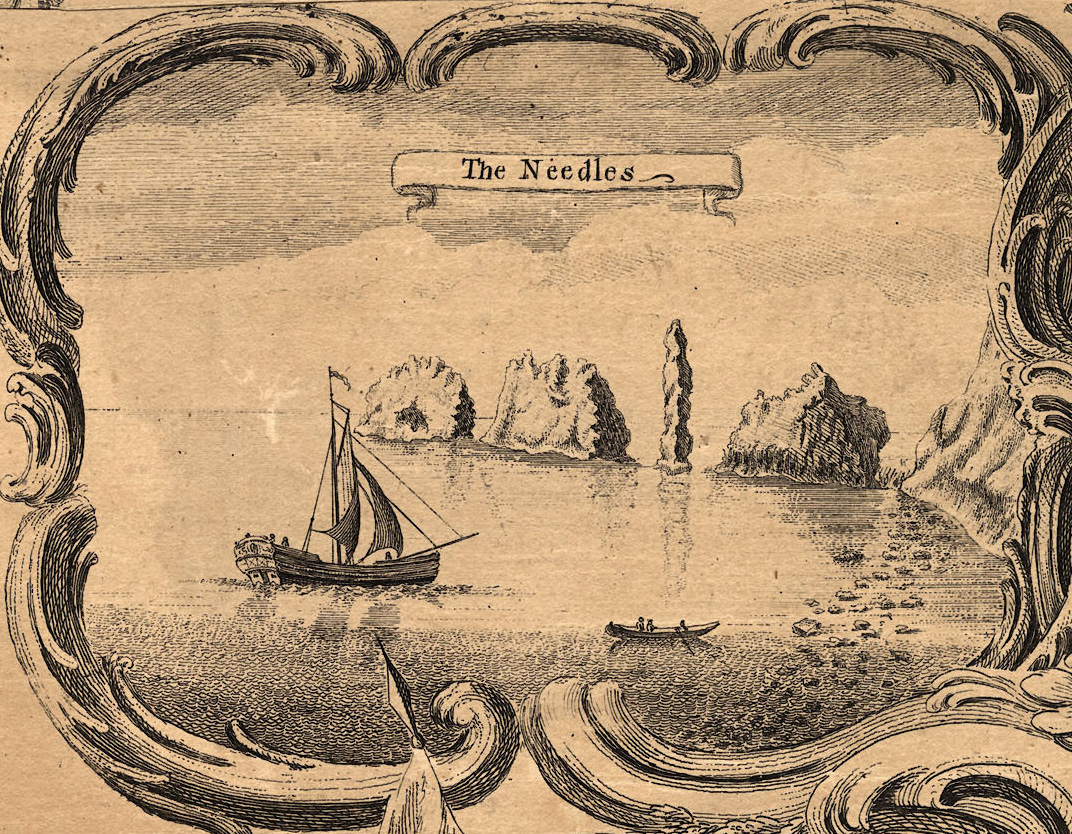
1759年時的尼德爾斯，顯示「羅德的妻子」仍然存在

尼德爾斯的外形是因其特殊地質產生的。這裡的地層受到阿爾卑斯造山運動的嚴重擠壓，使得白堊岩接近充值。這一白堊岩地貌從懷特島東海岸中部的庫爾文崖向西至尼德爾斯，並在海底繼續西延至波白克島，構成了巴拉德崖、盧沃斯灣、杜德爾門。
「羅德的妻子」海蝕柱雖然已在1764年的風暴中坍塌，但在荷蘭風景畫家蘭伯特·杜默1646年的畫作，以及1759年的漢普郡地圖中均有記載。

## 外部連結
- Needles Battery tourist website （页面存档备份，存于）
- National Trust on The Needles Old Battery （页面存档备份，存于）
- Page 1- The Needles （页面存档备份，存于）, Steve Shafleet, pictures of the Needles, from "Alum Bay and the Needles", Isle of Wight Historic Postcards （页面存档备份，存于）, 24 June 2007.
- Pictures of the Needles Rocket Test Site
- Video of Microlight flight over the needles （页面存档备份，存于）

50°39′46″N 1°35′22″W / 50.6626968°N 1.5893269°W